# Еллен Свінгувуд
Еллен Свінгувуд, до шлюбу Тімгрен (фін. Ellen Svinhufvud (Timgren); 23 грудня 1869, Турку — 24 серпня 1953, Луумякі) — фінська політична діячка. Перша леді Фінляндії з 1931 до 1937 року (у шлюбі з третім президентом Фінляндії Пером Евіндом Свінгувудом).

## Життєпис

Еллен Свінгувуд з чоловіком

1889 одружилася з Пером Евіндом Свінгувудом, у шлюбі народила шестеро дітей.
Брала активну участь у жіночій напіввійськовій організації «Лотта Сверд», а також в організації Martha.
Її особисті інтереси включали різноманітні ручні роботи, вона встановила ткацький верстат у Президентському палаці. Гостей на День Незалежності пригощали, серед іншого, тортом із тисячі аркушів. Відтоді торт був названий на честь Еллен Свінгувуд.
Вона також була захопленою садівницею і вміло доглядала за сімейним маєтком і фермою в Луумакі.
Померла 24 серпня 1953 року, похована на кладовищі міста Луумякі разом з чоловіком.